# Мухаммед ібн Мубарак ібн Хамад Аль Халіфа
Шейх Мухаммед ібн Мубарак ібн Хамад Аль Халіфа (араб. محمد بن مبارك بن حمد آل خليفة) (нар. 1935) — бахрейський політик і член королівської родини Бахрейна. Він обіймав посаду міністра закордонних справ Бахрейну з 1970 по 2005 рік, а з 2005 року був віце-прем'єр-міністром.

## Життєпис
Халіфа здобув середню освіту в Міжнародній школі Американського університету в Бейруті. Він має ступінь бакалавра з міжнародних відносин та права, який здобув у Лондонському університеті.
Він розпочав кар'єру судді, а потім став директором зі зв'язків з громадськістю, директором засобів масової інформації та главою закордонних справ під час заснування Бахрейна в 1969 році. Він був міністром закордонних справ протягом майже 35 років, починаючи з дня незалежності Бахрейну в 1971 році до зміни кабінету міністрів 29 вересня 2005 року, коли його замінив Халид ібн Ахмад Аль Халіфа. Натомість Мохаммад був призначений одним із трьох віце-прем'єр-міністрів у вересні 2005 року. За цей час він також був міністром інформації. Його офіційне звання — віце-прем'єр-міністр з міністерських комітетів.